# День Воли
День Воли (бел. Дзень Волі), также День Независимости (бел. Дзень Незалежнасці) — белорусский праздник, годовщина провозглашения независимости первого национального государства — Белорусской Народной Республики. Традиционно празднуется 25 марта. Праздник приурочен к принятию 3-й Уставной грамоты 25 марта 1918 года. В Республике Беларусь празднуется на неофициальном уровне. Также праздник отмечается белорусской диаспорой.

## Происхождение названия
25 марта 1918 года в Минске на сессии Рады БНР (бывший исполнительный комитет Всебелорусского съезда) приняли Третью Уставную Грамоту, согласно которой Белорусская Народная Республика провозглашалась свободным и независимым государством.
Первое официальное название праздника — День провозглашения Независимости Беларуси. Впервые такое название появилось в 1921 году в «Декларации правительства Белорусской Народной Республики в связи с третей годовщиной объявления независимости БНР», которая начинается со слов: День 25 марта — национальный праздник Беларуси <…> Три года тому Белорусская Государственная Рада провозгласила нашу страну свободным и независимым государством. <…> Белорусское Революционное правительство крепко держит в своих руках флаг независимости и неделимости Родины.

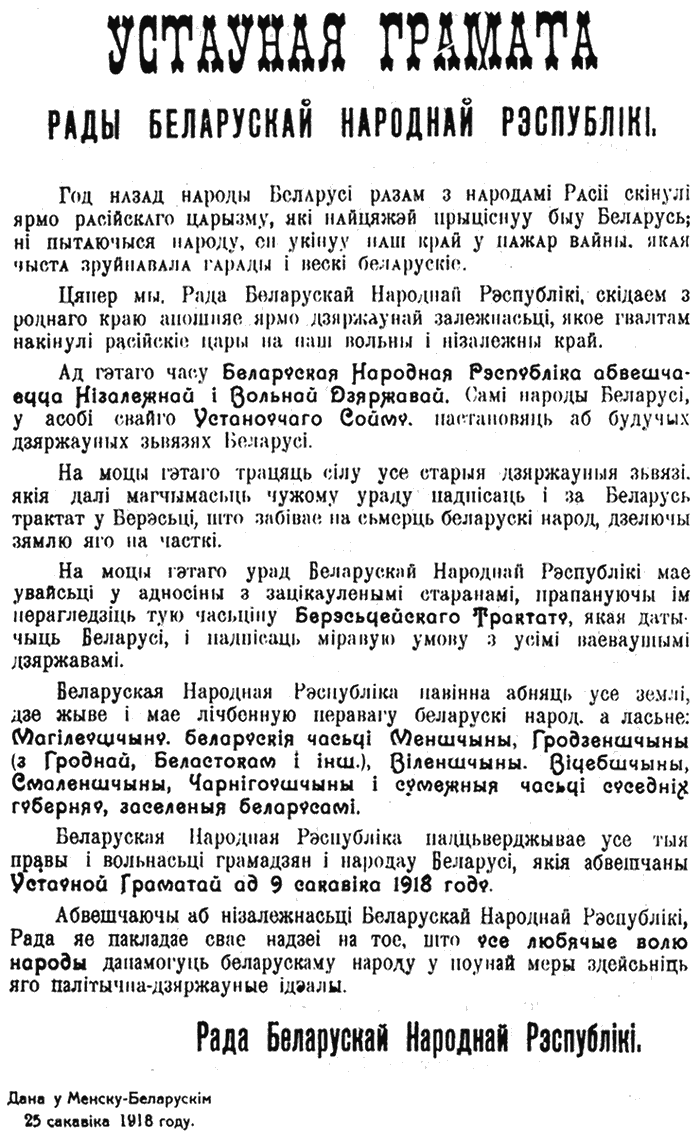
Третья Уставная грамота Рады Белорусской Народной Республики

Также это название упоминается в «Обращении Рады БНР и Рады министров БНР к белорусскому и еврейскому народам» от 25 марта: …великий исторический день 25 марта 1918 года — день провозглашения независимости Белорусской Народной Республики.
Название «День Воли» впервые появилось в 1990 году, в вышедшем специальном выпуске газеты «Свобода».

## История празднования

### Во времена Белорусской Народной Республики и раннего БССР

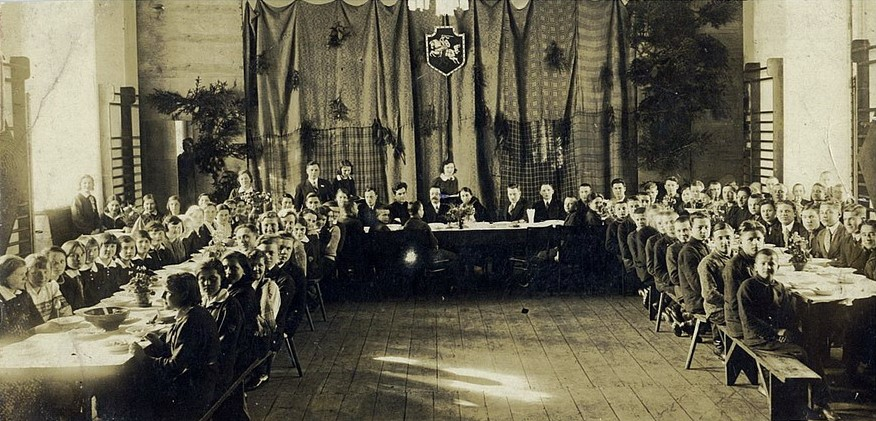
Празднование годовщины провозглашения независимости БНР в Вильнюсской белорусской гимназии, 1935 г.

Первую годовщину провозглашения независимости Белорусской Народной Республики отметили в 1919 году в Гродно. Вторая годовщина пришлась на польскую оккупацию. Культурные мероприятия прошли в зданиях белорусских организаций Минска, учащиеся белорусских школ и приютов посетили католические и православные службы. В минском Юбилейном доме прошла торжественная встреча Национального Комитета. Также празднование прошло в здании «Беларускай хаткі» в Гродно.
С 1921 года центром празднования дня Независимости становится Вильнюс. Организацией празднования занимался Белорусский национальный комитет. 29 марта 1921 года в Вильнюсском Бонифраторском костёле Адам Станкевич провёл праздничное служение, которое завершил проповедью на белорусском языке. Святая месса стала постоянной традицией празднования 25 марта, позже служение проводилось в костёле Святого Николая. Последнее совместное празднование вильнюсских белорусов прошло в 1925 году, которое было совмещено с юбилеем издательской деятельности Франциска Скорины. В праздновании всегда активно участвовали ученики Вильнюсской белорусской гимназии и белорусские студенты университета имени Стефана Батория.
В октябре 1925 года на Второй Всебелорусской конференции в Берлине часть министров БНР передала свои мандаты правительству БССР. Среди белорусского движения Западной Беларуси распространялась мысль, что идея БНР исчерпала себя, а Западная Белоруссия должна стать частью Советской Беларуси. Больше всего к этому склонялись деятели Белорусской крестьянско-рабочая громады. На заседании вильнюсского Белорусского национального комитета в начале марта 1926 года было решено отказаться от широкого празднования годовщины независимости. С этого момента организацией празднования дня Независимости стали заниматься представители Белорусской Христианской Демократии (БХД), которые не согласились с белорусскими социалистами. 25 марта 1926 года прошли праздничные службы в костёле Святого Николая и в Пятницкой церкви. В середине 1930-х география празднования вышла за границы Вильнюса, в первую очередь в области, которые находились под влиянием БХД, Празднования проходили в Ошмянах, Жодишках, Сморгони, деревне Шутовичи и других местах. Торжества проходили в Вильнюсе вплоть до Второй мировой войны, но в последние годы им начали препятствововать польские власти.

### Во времена Второй мировой войны
Традиция празднования годовщины 25 марта продолжилась под немецкой оккупацией во время Второй мировой войны. В 1942 году генеральный секретарь округа Беларуси Вильгельм Кубе разрешил проведение торжественных мероприятий, посвященных годовщине провозглашения БНР. В 1944 году празднования прошли по всей Беларуси, состоялась торжественная присяга воинов Белорусской краевой обороны.

### Во времена послевоенной эмиграции в США
В результате послевоенной эмиграции в США сформировалось большая белорусская община, которая продолжила традицию празднования Дня Независимости. Благодаря усилиям белорусских организаций и граждан, после Второй мировой войны, сенаторы, губернаторы и мэры соответствующих административных единиц неоднократно проводили празднования 25 марта. Также неоднократно 25 марта с молитвы за Беларусь начиналась работа Сената и Конгресса США, которая читалась белорусским священником. В 1957 году мэр Нью-Йорка Роберт Ф. Вагнер младший объявил 25 марта Днём Независимости Беларуси и пригласил жителей города «присоединиться к гражданам белорусского происхождения в молитвах за мир, свободу и справедливость во всем мире». В 1966 году распоряжением мэра Чикаго Ричарда Дж. Дейли 25 марта отмечалось как День Независимости Беларуси. В 1995 году мэр Нью-Йорка Рудольф Джулиани объявил воскресенье 26 марта Днём Белорусской Независимости.

### Во времена возобновления акций в Беларуси
Публичное празднование в БССР возобновилось в 1989 году. 25 марта художник Алесь Пушкин подготовил 12 плакатов, а затем с другими студентами начал движение от ГУМа на проспекте. За это он был приговорён к двум годам условно. С этого момента в Беларуси проводятся политические акции, митинги и шествия, приуроченные к дате 25 марта. В 1990 году на митинге в Минске собралось несколько сотен человек. В 1993 году празднования проводились по всей стране, в здании государственной филармонии в торжественной церемонии участвовали старшина Верховного Совета Республики Беларусь Станислав Шушкевич и тогдашний председатель Рады БНР Иосиф Сажич.

## Празднование в XXI веке

### 2000
Мингорисполком запретил оппозиции шествие во время празднования Дня Воли, но разрешил провести митинг в столичном парке Дружбы народов с 12 до 15 часов с ограничением числа участников до 80 тысяч человек. Однако затем, под давлением белорусской и международной общественности, разрешил собраться на площади Якуба Коласа в 12 часов 25 марта и оттуда по улицам Варвашени (мимо Комаровского рынка) и Богдановича проследовать на площадь Бангалор, где запланирован праздничный митинг.

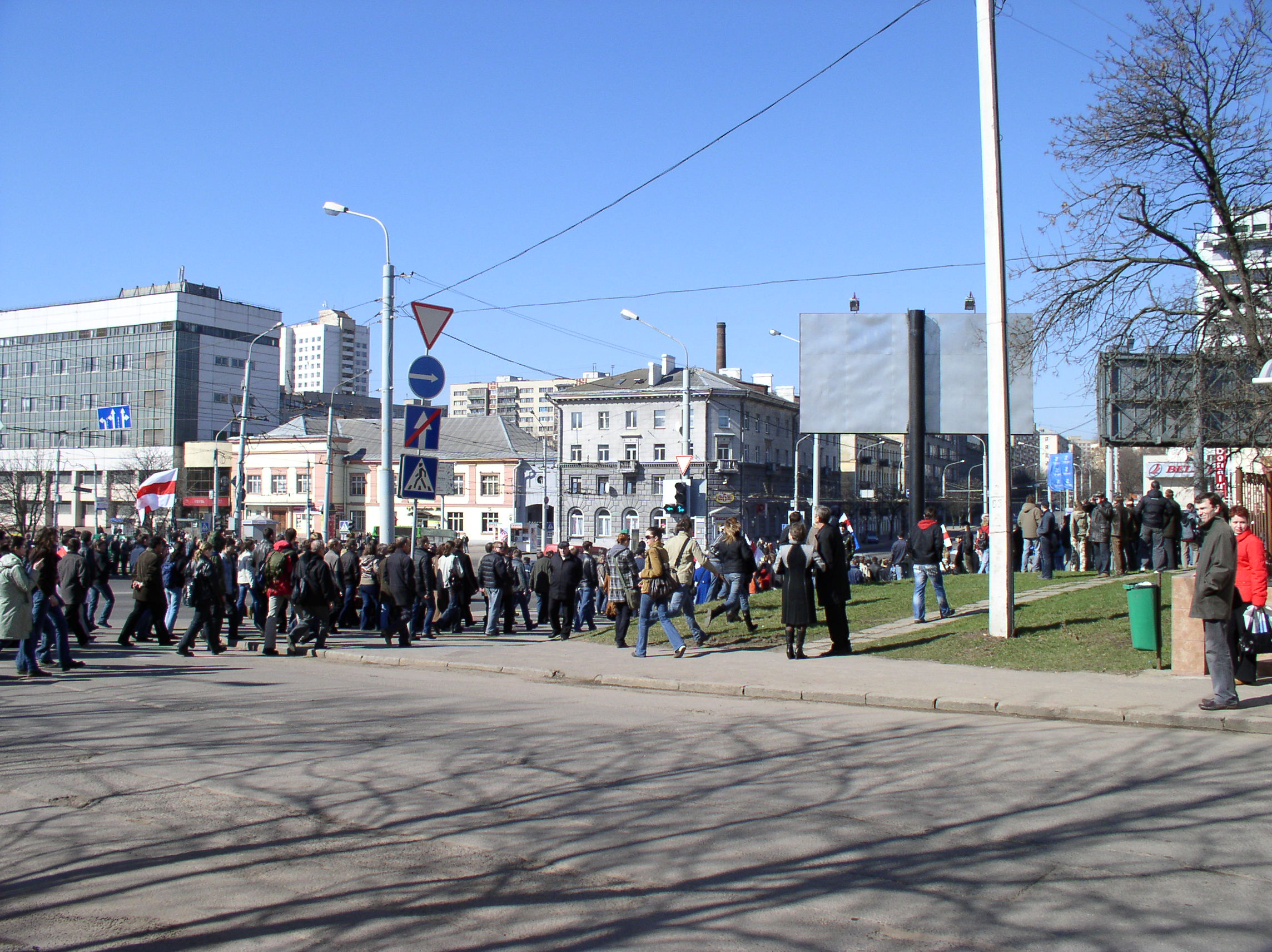
Митингующие идут к месту празднования Дня Воли

25 марта 2000 года милиция массово задерживала людей идущих в сторону площади Якуба Коласа. Саму площадь сотрудники правоохранительных органов оцепили живым кольцом и никого туда не пускали. К 12 часам люди начали скапливаться возле кордонов. И тогда начались задержания. Под рев мегафонов о том, чтобы все расходились, людей хватали и сажали в специальные машины, которые развозили их по участкам. В результате тщательной полуторачасовой «зачистки» в районе площади Якуба Коласа и в центре города было задержано около 500 человек. Людей просто выхватывали из толпы, услышав лишь белорусскую речь или крики возмущения. Вокруг здания филармонии то и дело вспыхивали мелкие стычки, которые заканчивались тем, что два-три милиционеры вели в машину очередного задержанного. Среди задержанных было немало прохожих и других случайных людей, которые даже не знали о проведении митинга.
Около 13 часов, после длительной «зачистки», часть собравшихся сгруппировалась в колонну и по тротуарам проспекта Скорины и улицы Сурганова направилась в сторону площадки на автостанции Кульман, где был разрешен официальный митинг. Колонна, в которой было около 4 тысяч человек, подняв флаги, дошла до Кульмана за час. Там её ждало ещё несколько тысяч человек, пришедших на митинг. Люди все подходили и подходили. К 14.20 на Кульмане уже проходил 10-тысячный митинг. Выступившие организаторы акции возложили вину за беспредел, творившийся на улицах Минска 25 марта, на городские власти, милицейское начальство и, безусловно, на Александра Лукашенко.
По официальным данным пресс-центра управления внутренних дел Мингорисполкома всего было задержано 270 человек.

### 2001
25 марта 2001 года в центре Минска на Юбилейной площади в 14 часов собралось около трех тысяч граждан. Свою акцию они приурочили к очередной годовщине образования Белорусской Народной Республики. Они держали в руках бело-красно-белые флаги, плакаты, пели белорусские песни. В районе площади наблюдалось большое скопление милиции, ОМОНа, спецназа. Проход к ней был перекрыт, в ближайших дворах стояли десятки автобусов и фургонов с милиционерами и военнослужащими. Участники акции начали шествие по улице Танковой и улице Дрозда до пересечения с проспектом Машерова. На проспекте Машерова колонна пыталась повернуть в сторону пл. Свободы, однако дорогу демонстрантам перегородили несколько рядов сотрудников милиции и ОМОНа. Впереди стоял министр внутренних дел РБ генерал Навумав, который руководил «операцией». Участники шествия были вынуждены идти на небольшую площадку перед стелой (знак победы над фашизмом), где и начался импровизированный митинг. Выступали лидеры оппозиции. К месту проведения митинга на машинах и автобусах начали стягиваться дополнительные силы милиции и внутренних войск, которые построились в каре с трех сторон вокруг демонстрантов и начали «зачистку» площадки возле стелы, оттесняя демонстрантов в сторону парка. Начались первые задержания. Людей выхватывали из рядов и тащили к автобусам. Там, где демонстранты пытались «отбить» задержанных, возникали драки. Через полчаса акция была разогнана.
В Гродно инициатором и организатором празднования Дня Воли стала областная организация БНФ «Адраджэньне» и Партия БНФ. Акция длилась примерно два с половиной часа. Митинг был разрешен властями в парке 50-летия Ленинского комсомола, но в 14 часов участники начали собираться в центре города на площади Ленина — как планировали организаторы. Площадь с утра была оцеплена ОМОНом. Милиционеры окружили место и попросили присутствовавших разойтись, сообщив, что площадь заминирована. Около 5 тысяч человек, пришедших на акцию, оказались в парке напротив. С места, где находились митингующие, не было возможности никуда выйти. В знак протеста участники празднования сели на мостовую. После этого люди положили венок из колючей проволоки к ногам милиционеров. Постепенно милиционеры оттеснили митингующих к мосту. Многие из тех, кто пришёл на акцию, имели в руках бело- красно-белые флажки. Центральными улицами города колонна демонстрантов двинулась к площади Тызенгауза и ул. Горького. Все время демонстрантов сопровождала милиция, шедшая вдоль колонны. Участники мероприятия направились к Каложской церкви. Там состоялся митинг. На нем выступили лидеры оппозиции. На митинге был задержан и избит журналист Дмитрий Егоров.
В этот же день небольшие акции прошли в Витебске, Бресте, Молодечно, Гомеле, Шклове, Щучине, Бобруйске, Клецке.

### 2002
В 2002 году празднование Дня Воли прошло 24 марта. В Минске оно началось на Купаловском сквере. В 12:00, после возложения цветов и пения гимна, люди направились в сторону площади Якуба Коласа.Однако милиция преградила им дорогу и потребовала убрать национальные флаги. Митингующие сделали это и их пропустили. Однако люди смогли дойти только до площади Победы. Там дорогу им преградили сотни омоновцев со щитами и дубинками, в шлемах. Милиционеры сразу же начали расправу над мирными людьми. Хватали всех, кто попадался на пути, в том числе случайных свидетелей и журналистов. Корреспондента агентства «Рейтер» Василия Федосенко затащили в 60 автобус и порвали его удостоверение и билет в Афганистан, куда он в этот день должен был лететь в командировку. У фотокорреспондента российского агентства ИТАР-ТАСС Виктора Талочка разбили дорогую фотоаппаратуру. На площади Якуба Коласа были арестованы одиннадцать женщин, которые собирались встретить колонну исполнением народных песен. Были задержаны и доставлены в РУВД Центрального и Советского районов г. Минска 47 человек.
В Гродно в несанкционированном митинге приняли участие около 500 человек. Задержаны 22 человека, в том числе заместитель председателя Партии БНФ Юрий Хадыка. Вадим Саранчуков при задержании был избит. Арестованы также бывший председатель Аграрной партии Явген Лугин и два журналиста — корреспондент газеты «Глос над Немнам» Андрей Пачобут и сотрудница закрытой властями газеты «Пагоня» Алеся Сидляревич. Активистка Правозащитного центра «Вясна» Ирина Даниловская сообщила из Гродно: "Люди хотели пройти к Археологическому музею. У них была цель — возложить цветы. Но на пути встали кордоны милиции — одних людей пропускали, а на других сразу показывали пальцами и задерживали. Это все происходило в центре города на улице Советской. Участники акции свидетельствуют, что видели, как милиционеры избивали пятерых молодых парней. Делали это не прилюдно, а в переулке. Избивали ногами, повалили на землю и били. В Новый Замок прошло около 40 человек — им удалось возложить цветы к мемориальной доске в честь повстацев Тадеуша Костюшко.

### 2003
25 марта 2003 года празднование Дня Воли в Минске закончилось задержаниями. Акция, посвященная 85-летию провозглашения БНР, началась на площади Якуба Коласа в 17.30. В ней приняли участие около тысячи человек. Задержано 15 человек, которые доставлены в РУВД Советского района. Участники акции были осуждены на срок от 5 до 15 суток.

### 2004
25 марта 2004 года митингующие собрались у здания Академии Наук на центральном проспекте Минска — проспекте Независимости. Свою акцию они приурочили к очередной годовщине образования Белорусской Народной Республики. По оценке правоохранительных органов, участников акции насчитывается около 500 человек, по оценке оппозиции — около 1500. Мингорисполком разрешил проведение шествия от академии к площади Бангалор. Однако активисты оппозиции организовали колонну и направились в противоположную сторону — к Октябрьской площади. Там они провели митинг.

### 2005
Перед акцией 25 марта 2005 года в Минске прошли превентивные аресты, а также были задержаны те, кто хотел приехать на акцию в столицу из областных городов.
Митинг 25 марта 2005 года прошёл на Октябрьской площади по инициативе Андрея Климова, бывшего узника совести и члена расформированного Верховного Совета 13 созыва. В митинге приняло участие около двух тысяч человек. Митингующие призвали президента уйти в отставку. Акция продолжалась примерно четыре часа, и за это время было задержано не менее 30 человек. По имеющимся данным, некоторых задержанных жестоко избили, в частности, в милицейских автобусах по дороге в столичные изоляторы временного содержания. Сам же Климов за организацию этой акции был арестован и позже приговорен к 1,5 годам ограничения свободы.

### 2006
Основная статья:Васильковая революция
Митинг 25 марта 2006 года привел к столкновениям с милицией. Произошёл на следующий день после разгона палаточного лагеря противников результатов выборов 2006 года на Октябрьской площади. Шествие собравшее от 7 до 10 тысяч человек было разогнано с помощью сотрудников ОМОНА и применения спецсредств, после того как экс-кандидат в президенты Александр Козулин начал призывать собравшихся к продолжении митинга у приёмника распределителя «Окрестино» (по версии властей — к штурму распределителя). Сам Козулин был задержан сотрудниками милиции. Ещё около 200 самых активных участников акции также подверглись задержанию.

### 2007

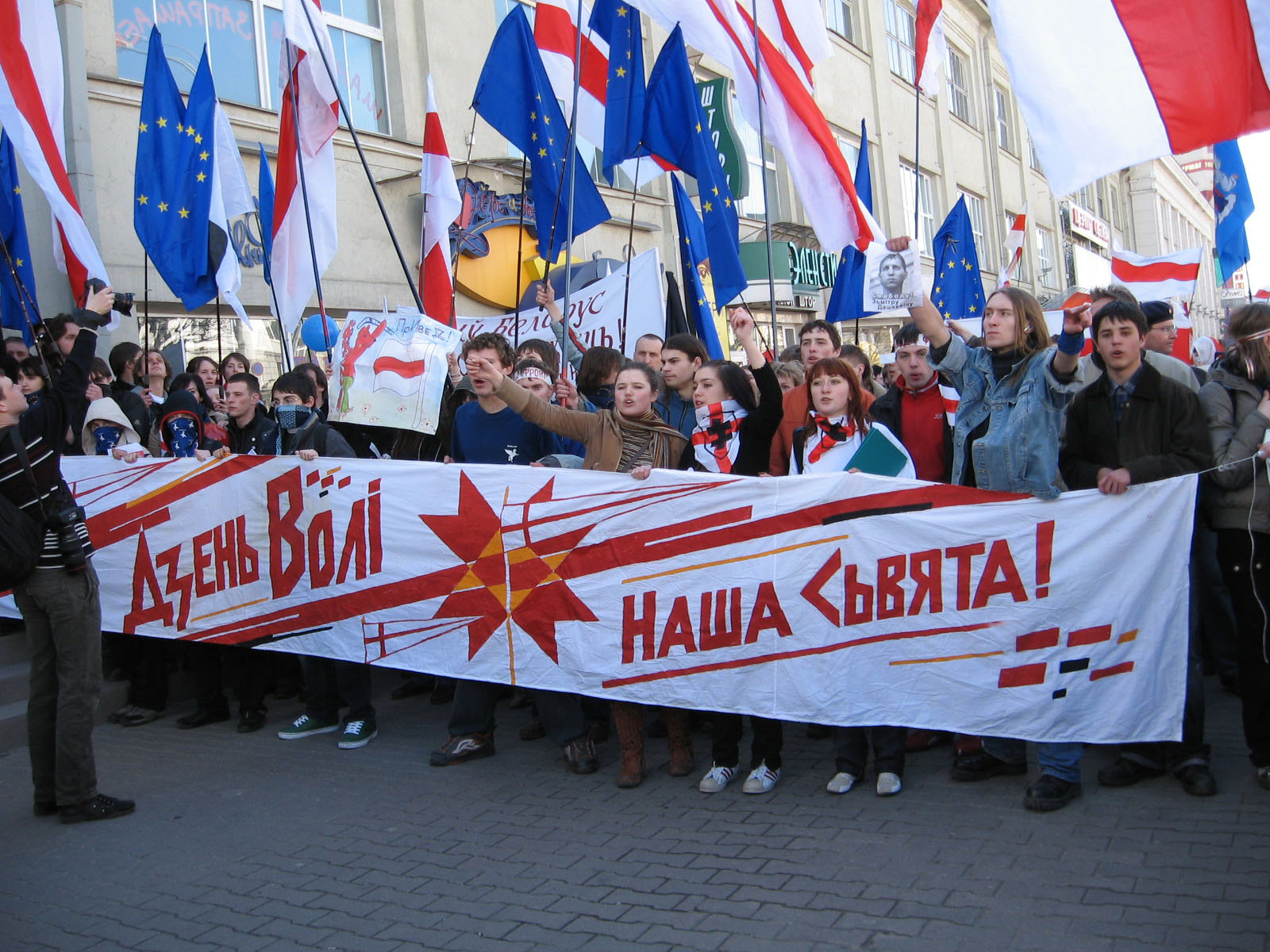
День Воли (2007)

25 марта 2007 года с 12.40 до 15.30 в Минске прошли шествие и митинг сторонников, и активистов оппозиционных партий собравшие от 5 до 7 тыс. человек. Две колонны собравшихся с бело-красно-белыми знаменами под крики «Жыве Беларусь!», с Октябрьской площади веди лидер движения «За Свободу» Александр Милинкевич, и лидер партии БНФ Валентин Вечерко. У Академии наук был запланирован общий митинг, но во избежание столкновений с милицией группа, возглавляемая Александром Милинкевичем, остановилась у Дворца спорта, где и планировала провести митинг. Однако позже она была вытеснена оттуда за кинотеатр «Москва» милицейским спецназом. После этого большая часть собравшихся там людей разошлась, однако несколько сот человек во главе с Милинкевичем прошли через Немигу и Площадь Якуба Коласа, и в 14.30 соединилась с группой Вечерко у Академии наук. Туда же были стянуты более 250 солдат ВВ и около 100 сотрудников милиции. На митинг прошедшем у Академии наук по-очереди выступили Вечерко, Милинкевич, поздравившие сторонников с этим днем, за ними выступили представитель Белорусской социал-демократической партии (Грамада) Алесь Стрельцов, передавший участникам митинга послание от находящигося в заключении Александра Козулина, вице-председатель Европарламента Януш Онышкевич, академик Александр Войтович, лидер Объединенной гражданской партии Анатолий Лебедько, лидер Союза правых сил РФ Никита Белых и депутат Госдумы РФ Владимир Рыжков, прибывший в Минск вместе с Белых специально ради этого выступления. Также на митинге лично присутствовали послы США, Эстонии, Германии, Чехии, Словакии, Латвии, Польши, Румынии и Литвы. Завершил в 15.30 митинг Александр Милинкевич, поблагодарив всех собравшихся. После завершения акции большая часть собравшихся разошлась, но группа численностью от 300 до 400 человек размахивая флагами и скандируя лозунг «Жыве Беларусь!» двинулась в сторону национальной библиотеки Беларуси, где прошёл концерт организованный БРСМом «За Независимую Беларусь», собравший около 3 тыс. человек. Спустя час после окончания митинга у здания Академии наук отряд ОМОНа попытался остановить движение группы сторонников оппозиции недалеко от национальной библиотеки, в результате чего произошли столкновения, приведшие к задержанию двадцати трёх человек. После столкновений остатки группы были рассеены.
Оппозиция отчиталась об успешном проведении мероприятия в 20.00.

### 2008
Мингорисполком дал разрешение на шествие до площади Бангалор, однако организаторы мероприятия запланировали митинг на площади Якуба Коласа. Перед началом акции площадь была оцеплена, автобусы и поезда метрополитена на одноимённой станции метро не останавливались. Участники акции собрались у Академии наук и возле площади Победы. Митинг у Академии наук прошёл спокойно. Участники акции у площади Победы и сотрудники ОМОНа вступили в столкновения; там было избито и арестовано более 100 человек.

### 2009
Мероприятия начались с митинга возле Академии наук и одноимённой станции метро на проспекте Независимости, где собралось несколько тысяч человек (по оценке МВД — 700 человек). Около 18:50 колонна численностью около 1000 человек направилась к Октябрьской площади, но вскоре дальнейший путь был преграждён сотрудниками ОМОНа, вскоре после чего участники акции разошлись; другая часть двинулась к расположенной в противоположном направлении Национальной библиотеке.

### 2010
Мероприятие, которые предваряли аресты оппозиции, прошло у Академии наук, где собралось около 1500 человек. Часть демонстрантов направилась к площади Якуба Коласа, однако после того, как на проспекте Независимости начал концентрироваться ОМОН, они начали расходиться.

### 2011
Под влиянием событий 19 декабря 2010 года организаторы мероприятия отказались от традиционного формата его проведения в пользу сбора у Янке Купале в сквере на проспекте Независимости «с цветами, свечками и портретами политзаключённых». В то же время, Молодой Фронт и Европейская Беларусь заявили о намерении провести митинг на площади Якуба Коласа. Ранее Мингорисполком разрешил провести праздничные мероприятия, но только в Парке дружбы народов в северной части города. В Бресте и Могилёве городские власти отклонили поданные заявки о проведении праздничных мероприятий, а в Гомеле участковые милиционеры брали у активистов оппозиции расписки о том, что они не станут участвовать в мероприятиях.
Утром 25 марта сотрудники уголовного розыска милиции провели серию превентивных задержаний (среди задержанных в собственных квартирах — активисты Молодого Фронта, Европейской Беларуси и зарегистрированных партий, а также администратор группы vkontakte.ru «Мы за Вялікую Беларусь»). Людей, пришедших возложить цветы к памятнику Янке Купале, в сквер не допустили под предлогом обнаружения подозрительного предмета «с элементами проводки» (как выяснилось впоследствии, пакет не представлял опасности). Пришедшие возложить цветы были вынуждены разойтись. В районе запланированного проведения митинга Молодого Фронта и Европейской Беларуси не останавливались автобусы и трамваи, «по техническим причинам» прекратила работу станция метро «Площадь Якуба Коласа». Вскоре после запланированного начала акции её участники были вытеснены с площади; несколько десятков человек было арестовано. Правозащитный центр «Вясна» насчитал 56 задержанных 25 марта 2011 года в Минске и 18 — в регионах. Три человека были приговорены к небольшим срокам ареста.

### 2012

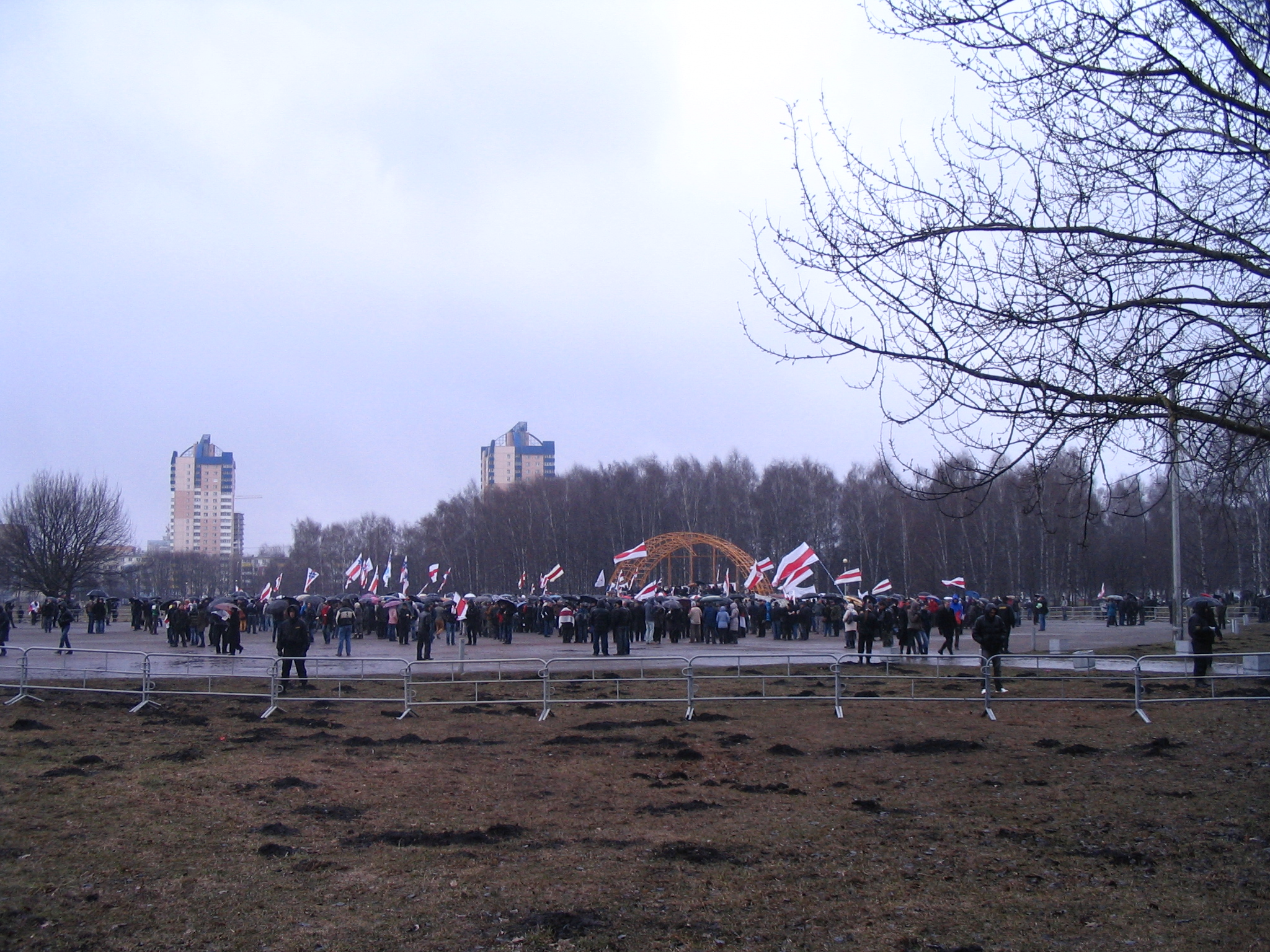
День Воли в Беларуси 2012

В 2012 году впервые за 5 лет Мингорисполком санкционировал шествие и митинг, посвящённый главному празднику белорусских националистов. Сбор участников состоялся в 13.30 на площадке у НАН Республики Беларусь. Оттуда колонна направилась по тротуару улицы Сурганова на площадь Бангалор. Впервые в шествии участие приняли активисты ЛГБТ-движений. В ходе движения участники размахивали бело-красно-белыми флагами. Также к шествию подключились представители ЛГБТ меньшинств с радужными флагами. По заявлениям официальных властей количество участников составило около 200 человек. Количество участников митинга либеральной оппозиционной прессой оценивается в 5 тысяч. Незарегистрированная партия «Европейская Беларусь» по ряду причин отказалась от участия в митинге, хотя некоторые её активисты приняли участие в шествии.

### 2013
Организаторами мероприятия выступили Партия БНФ, движение «За свободу», кампания «Говори правду», Объединенная гражданская партия, оргкомитеты по созданию партий «Белорусская христианская демократия» и «Беларускі рух», Рада белорусской интеллигенции, объединение художников «Погоня» и ряд других оппозиционных структур.
Сбор участников акции был объявлен в 12.00 на площадке возле кинотеатра «Октябрь», затем состоялось шествие по проспекту Независимости и улице Сурганова до парка Дружбы народов, где с 14 до 15 часов прошёл митинг собравший от 2 до 5 тысяч человек. После митинга сотрудниками милиции были задержаны как минимум восемь участников акции.

### 2014
25 марта 2014 года Сбор участников акции был объявлен на 18.00 у кинотеатра «Октябрь». Затем состоялось шествие по проспекту Независимости и улице Сурганова до парка Дружбы Народов, где был проведен получасовой митинг. По заявлению властей на митинг собралось около 950 человек. Оппозиция оценила число собравшихся в 4.000 человек. Митинг прошёл под лозунгами солидарности с украинским народом. Участники пришли на акцию с украинскими флагами и лентами, растяжками «Слава Украине», «Россия — это война», «Смерть кремлёвским оккупантам», «За нашу и вашу свободу» и т. д. После акции сотрудниками милиции были задержаны несколько десятков самых активных участников митинга.

### 2015
25 марта 2015 в Минске прошло традиционное шествие собравшее по заявлению оппозиции 1000—1200 человек. От митинга и концерта организаторы вынуждены были отказаться. Заявителями акции выступили лидер Партии БНФ Алексей Янукевич, председатель оргкомитета по созданию объединения «Молодые христианские демократы» Марина Хомич, а также представители Объединенной гражданской партии Николай Козлов и движения «За Свободу» Никита Семененко. Сбор участников шествия начался в 15.00 на площадке у кинотеатра «Октябрь», само шествие прошло с 16.00 до 17.00 по маршруту проспекта Независимости. Основные темы празднования Дня Воли в этом году — независимость Беларуси, солидарность с Украиной, а также протест против антидемократической политики белорусских властей.

### 2016
Митинг 25 марта 2016 года стал продолжением протестов индивидуальных предпринимателей. В нём участвовало больше 1100 человек. Протестующие собрались у памятника Янки Купалы. Там перед собравшимися выступали лидеры оппозиции. Затем пошли по проспекту Независимости в сторону Академии Наук. Далее митингующие приходят к памятнику Якубу Коласу. Политик и поэт Владимир Некляев дочитывает стихотворение, посвященное Янке Купале и Якубу Коласу. Первую часть он прочитал у памятника Купале, вторую — у памятника Коласу. Протестующие идут дальше, скандируют: «Верым. Можам. Пераможам» и «Далучайся». Митингующие приходят к кинотеатру «Октябрь». Там слушали выступления лидеров оппозиции. Затем митингующие пошли к универсаму «Рига». Там закончился митинг.

### 2017
Акция проводимая 25 марта 2017 года была организована в ходе протестов против «Декрета о предупреждении социального иждивенчества» («закона о тунеядцах»). Сбор участников акции был запланирован на 14:00 у станции метро «Академия наук», затем планировалось шествие по проспекту Независимости к площади Независимости.

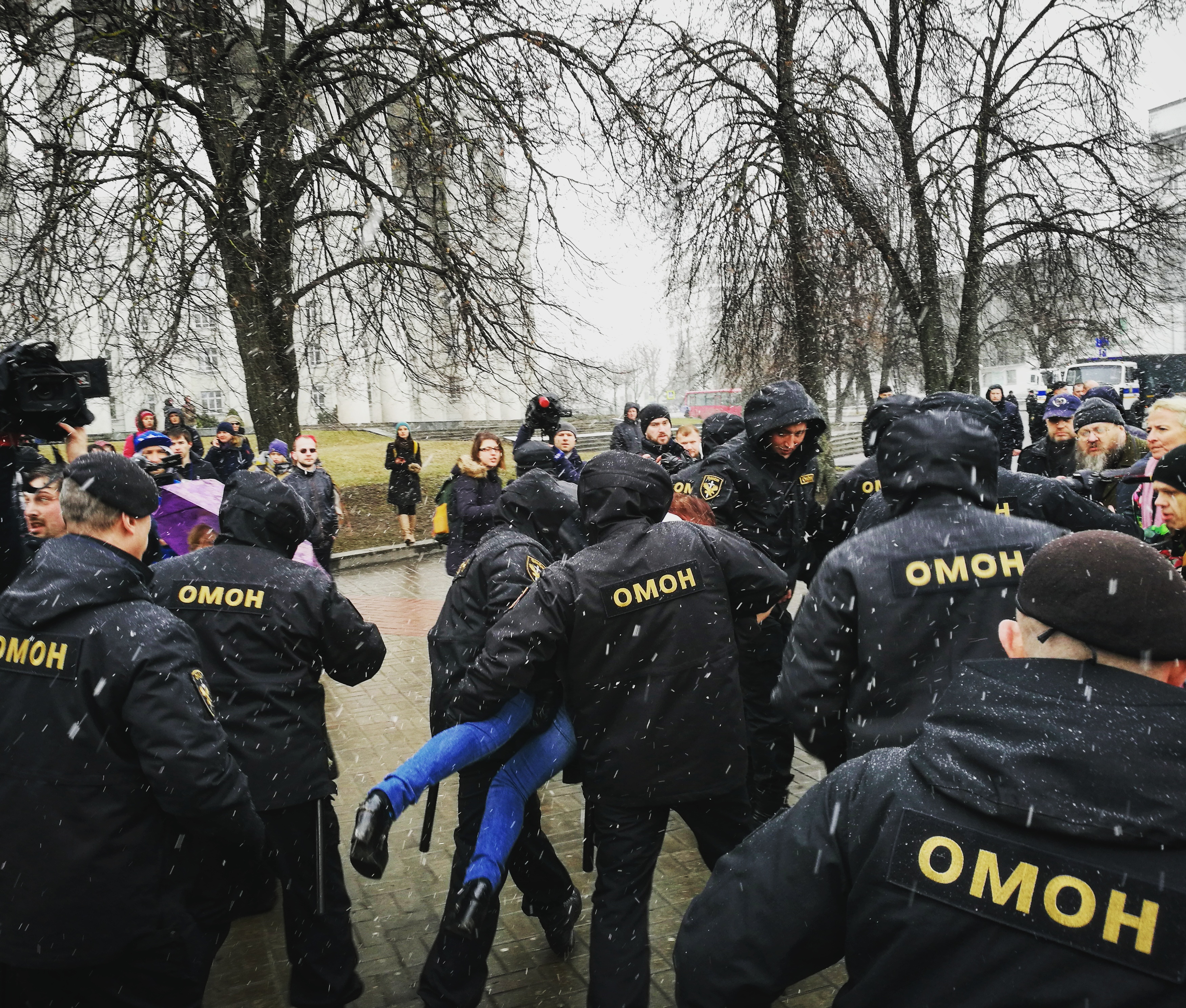
Задержания 25 марта 2017 на Академии Наук

По неофициальным данным, в столице Беларуси, в мирном шествии участвовали от 5000 до 7000 человек. Накануне, милицией были задержаны ключевые лидеры оппозиционных партий, судьба которых по настоящее время неизвестна. Шествие намеревался возглавить Николай Статкевич, однако за день до проведения акции связь с ним была потеряна, а его странички в социальных сетях «ВКонтакте», Facebook и персональный сайт были взломаны. На следующий день появились сведения, что Статкевича похитили люди в штатском, как и Некляева. На улицы Минска была стянута специальная техника. Сотрудники специальных подразделений были экипированы специальными средствами и оружием. Впервые, за всю историю Дня Воли, милиция была готова применить против протестующих огнестрельное оружие. В центр города были направлены силы специального назначения. В ходе мирной акции, было задержано более 1000 человек. Более 100 человек обратилась в медицинские учреждения с различными травмами, нанесёнными сотрудниками милиции. Многие участники акции и просто случайные прохожие пропали без вести.
Утром в центр белорусской столицы были стянуты крупные силы милиции — ППС, ОМОН, спецназ, внутренние войска, ГАИ. Несколько десятков автозаков, десятки автобусов, несколько единиц специальной техники — водометы, штурмовые машины, броневики. Район Академии наук был оцеплен с 12 часов утра. В 12:30 «по техническим причинам» станции метро Площадь Якуба Коласа, Академия наук и Парк Челюскинцев прекратили посадку и высадку пассажиров.

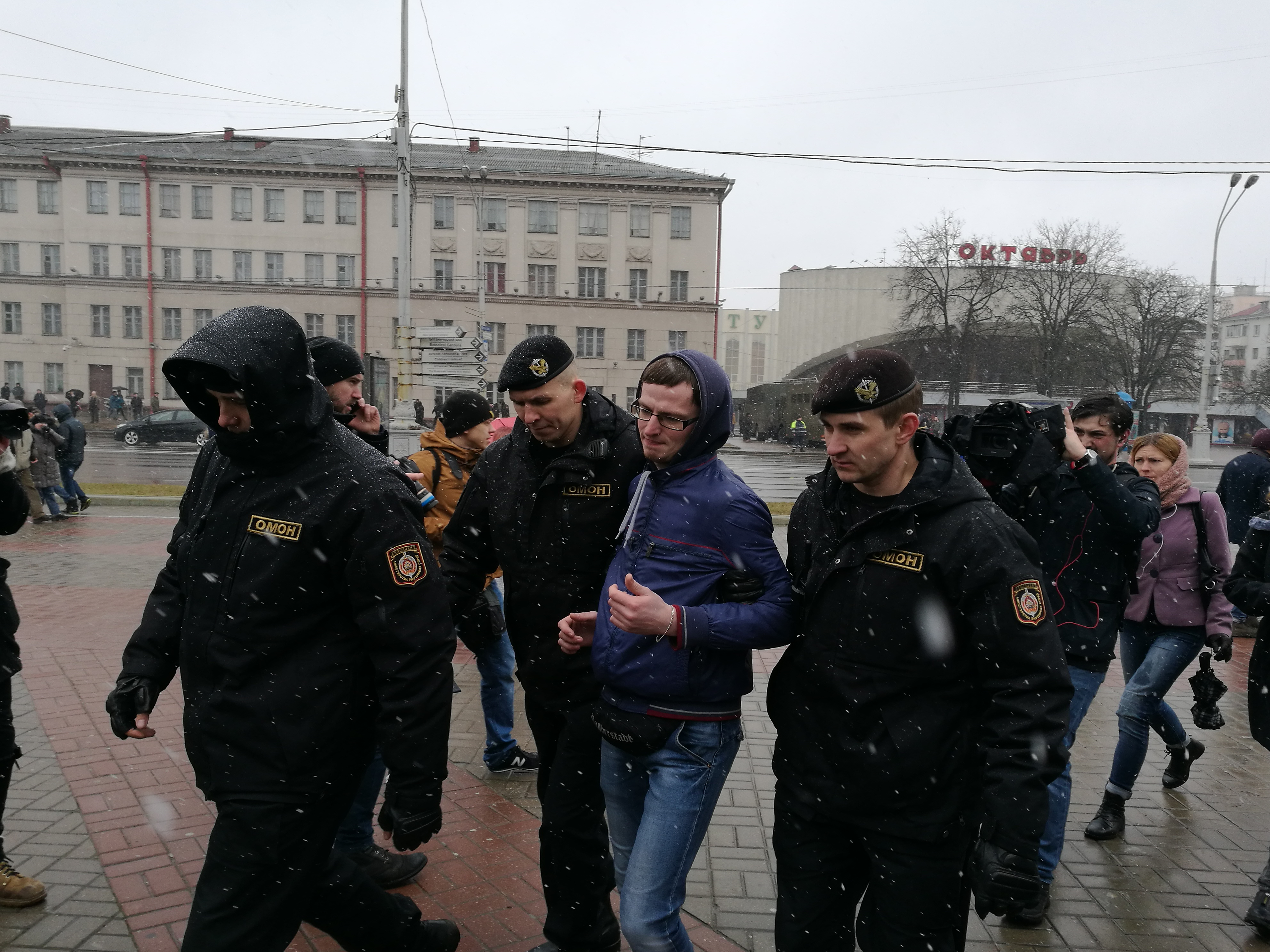
Задержания 25 марта 2017 на Академии Наук

К 14:00 на подступах к Академии Наук собралось несколько десятков человек, среди них множество сотрудников правоохранительных органов в гражданской одежде. В 14:15 был полностью закрыт проход на проспект Независимости. Сотрудники милиции практический сразу начали задержания. Изначально задерживали лишь пришедших на акцию людей, которые проявляли активность (высказывали свое мнение журналистам, держали в руках символику или плакаты). Между 14:20 и 14:25 от 700 до 1.000 протестующих собрались с другой стороны проспекта Независимости недалеко от Академии Наук и двинулись по направлению к площади Якуба Коласа, в колонне была замечена многочисленная символика.

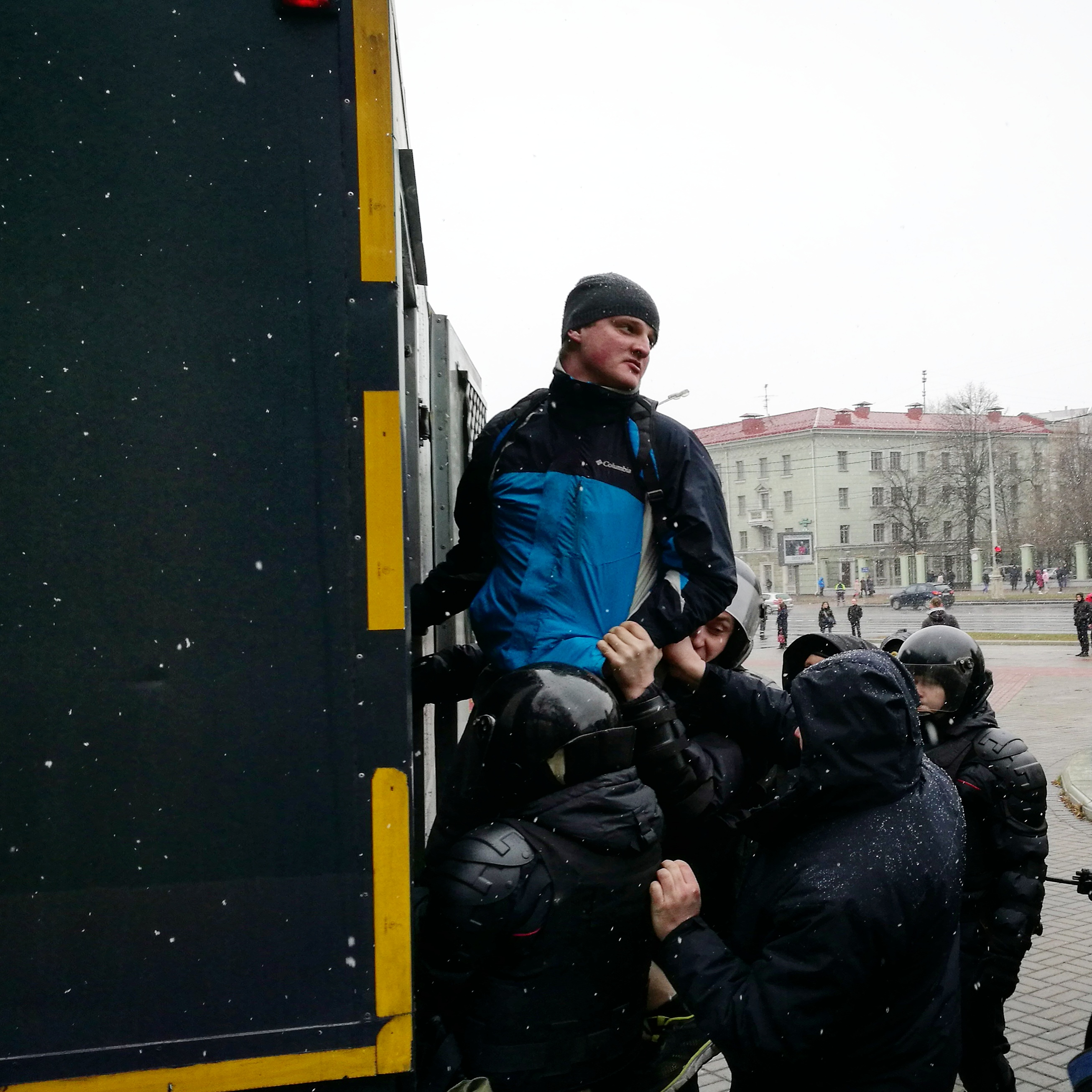
Задержания 25 марта 2017 на Академии Наук

В 14:30 кордон сотрудников ОМОНа став шеренгой полностью перекрыл проспект Независимости. В 14:40 начались массовые задержания, как участников шествия, так и просто случайных прохожих оказавшихся вблизи места событий. Среди задержанных оказались и журналисты, а также несколько граждан других государств. Всего между Академией Наук и площадью Якуба Коласа оказались зажаты более 2.500 человек. ОМОНу удалось рассечь их на отдельные группы от нескольких десятков до нескольких сотен и планомерно начать проведение массовой «зачистки». В 14:50 кордон милиции растянувшись на всю ширину проспекта начал оттеснять протестующих в сторону площади Якуба Коласа. Против них применяются дубинки и милицейские щиты. Упавших на землю избивали ногами и тащили в подъехавшие автозаки. В 15:00 задержаны и рассеяны последние протестующие на участке проспекта Независимости от улицы Якуба Коласа до улицы Петруся Бровки. Задержено несколько сотен человек.
Приблизительно в это же время около 200 протестующих стали двигаться от ЦУМа в сторону Площади Победы. В сторону сотрудников милиции посыпались оскорбительные высказывания. Возросшая (благодаря случайным прохожим и вырвавшимся группам других протестующих) до более чем 1.000 человек колонна в 15:20 остановлена кордоном милиции в районе пересечения проспекта Независимости с улицей Козлова. ОМОНовцы пытаясь напугать протестующих стали бить дубинками в щиты. В 15:25 кордон милиции стал продвигаться вперед оттесняя протестующих. Против них вновь были применены спецсредства, начались массовые задержания, как участников акции так и случайных прохожих. Колонна начала разбегаться в сторону Свислочи и парка Горького. В 15:50 около 200 человек собрались на мосту через Свислочь в парке Горького. Между 16:20 и 16:50 проведено рассеивание и этой колонны протестующих. Всего за день в Минске по некоторым оценкам подверглись задержанию более 1.000 человек. Протестующими использовались лозунги «Баста», «Лукашенко, уходи!» «Жыве Беларусь!».
Впервые за долгое время акции посвященные празднованию «Дня Волі», прошли и в областных центрах.
26.03.2017 продолжились задержания людей в центральной части города, которые вышли на улицу с призывами отпустить днем ранее задержанных людей итогом стало задержание ещё 40 человек.
Ранее пропавший Николай Статкевич выпущен из СИЗО КГБ, утром 27 марта 2017 года.

### 2018

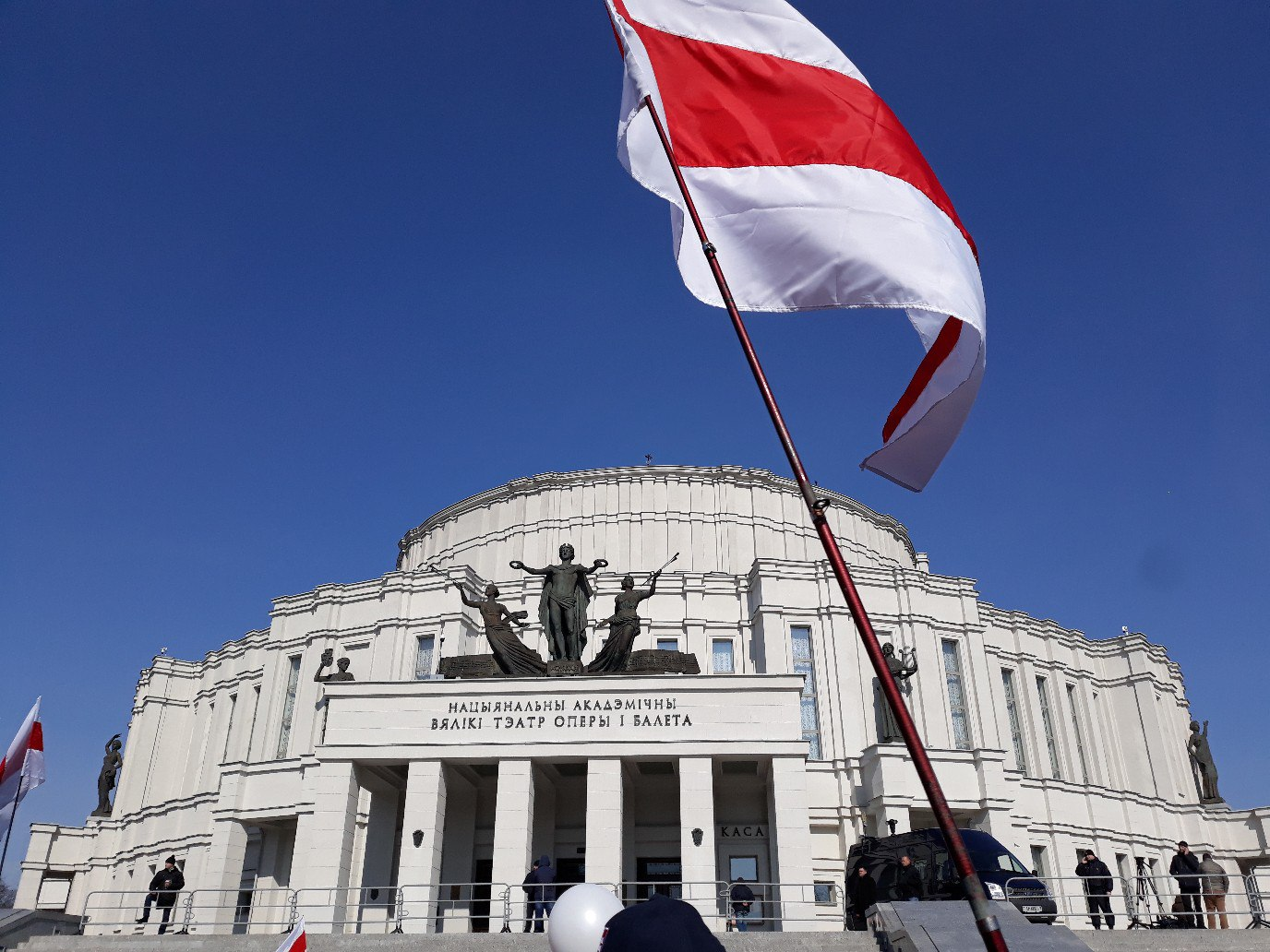
БНР100

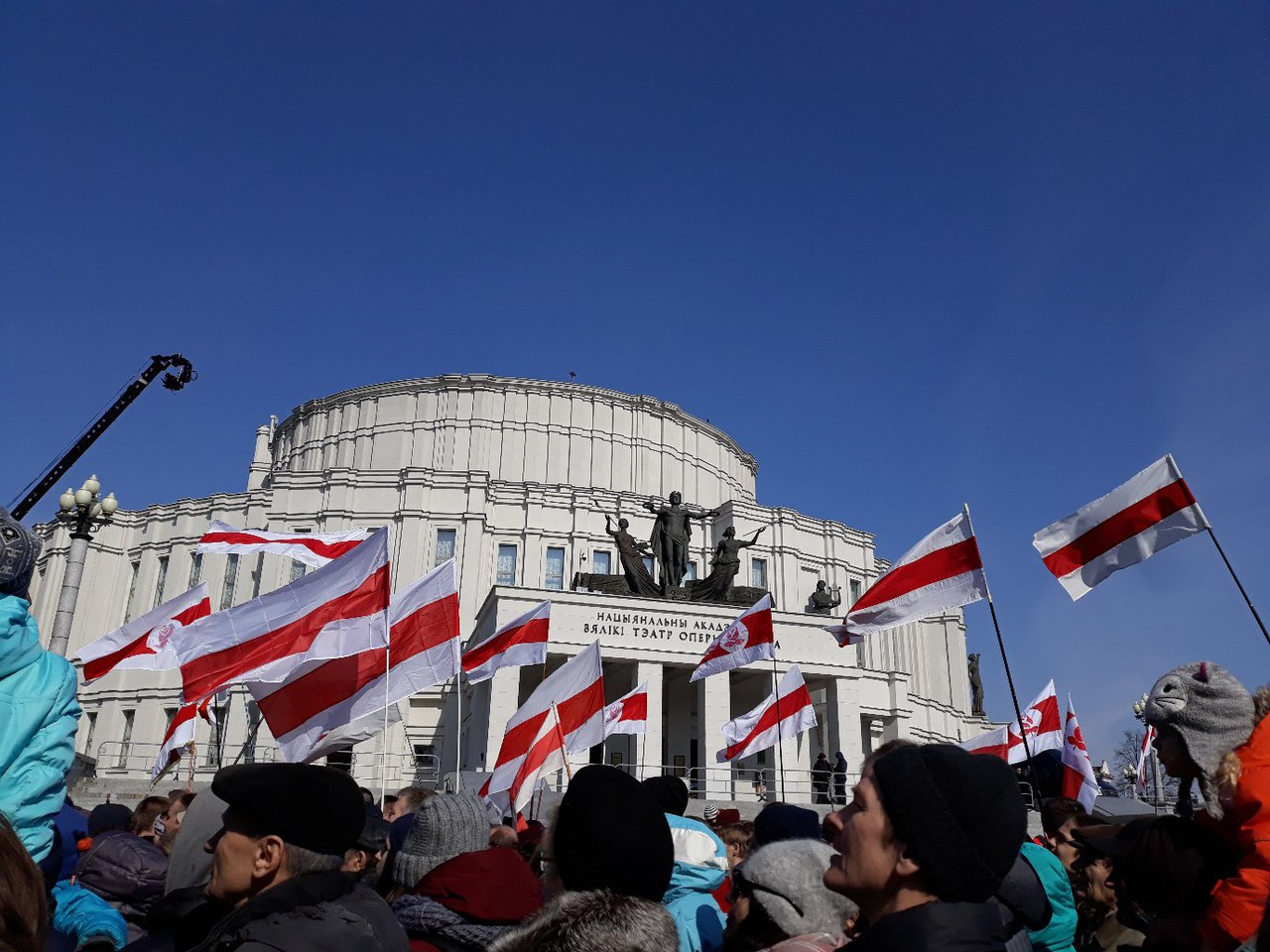
Празднование 100-летия основания Белорусской Народной Республики

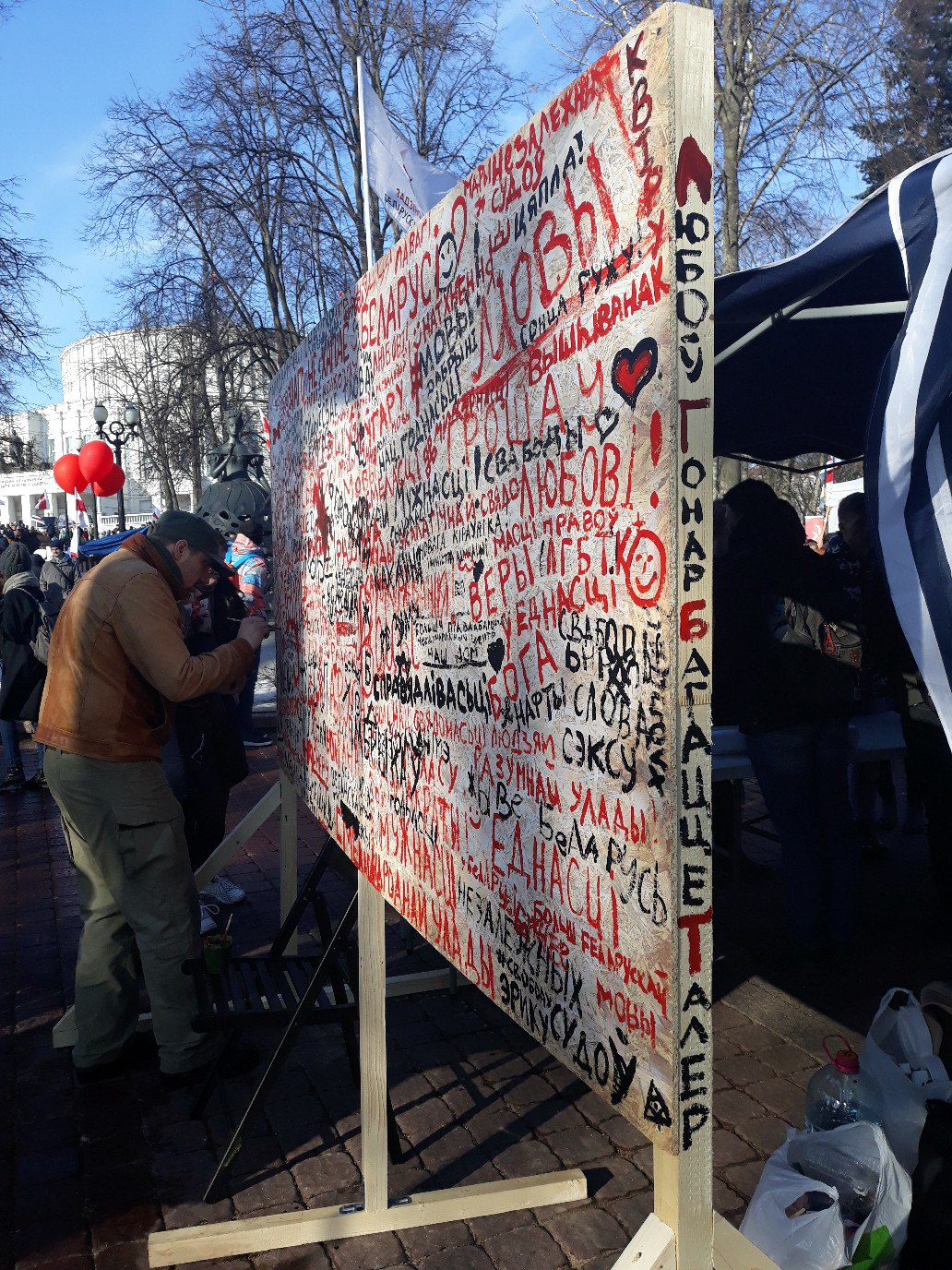
Доска пожеланий

В 2018-м году отмечалось 100-летие со дня принятия Третьей уставной грамоты, объявившей о независимости Белорусской Народной Республики.
Мингорисполком официально разрешил митинг и концерт в центре города — на площади перед Оперным театром (г. Минск, пл. Площадь Парижской Коммуны, 1) с 14:00 до 19:00. Вход на мероприятие осуществлялся через контрольно-пропускные пункты. Городские власти взяли на себя расходы на охрану правопорядка, медицинское обслуживание и уборку во время и после мероприятий, обеспечили площадку биотуалетами.
«Праздник независимости» и широкая рекламная кампания под эгидой «#БНР 100» были организованы национально ориентированными активистами. Деньги на организацию мероприятий они собрали через интернет, с помощью краудфандинговой платформы Talaka.by. Общая сумма собранных средств — почти 54 000 белорусских рублей. По подсчетам организаторов, в течение всего дня мероприятие посетило до 50 000 человек (подсчет производился через волонтеров, которые раздавали программки мероприятия у входа на территорию праздника). В ГУВД Минска заявили, что милиция не вела подсчета участников мероприятия, а лишь обеспечивала безопасность. Тем не менее, во время мероприятия неизвестными были перехвачены и впоследствии похищены несколько журналистских квадрокоптеров, осуществлявших аэросъёмку мероприятия. Независимые активисты, многочисленные блогеры, журналисты и оппозиционеры обвинили в краже власти страны. Через некоторое время министр внутренних дел Беларуси Игорь Шуневич заявил, что не знает о судьбе пропавших на День Воли дронов: «Это могла быть техническая оплошность оператора, мог быть сбой в работе управляющих систем, а могли угнать».
На площади Я. Коласа в Минске, где перед праздничным концертом должно было пройти несанкционированное шествие, задержали до 50 человек. Сообщалось также и о задержаниях людей с национальной символикой на выходе с территории разрешенного митинга. Вскоре их отпускали. Также на выходе из сквера сотрудники ОМОНа лопали бело-красно-белые шарики и под угрозой задержания просили убрать любую национальную символику.
Накануне 25 марта милицией были превентивно задержаны инициаторы несанкционированного шествия, в частности: Николай Статкевич, Владимир Некляев, Вячеслав Сивчик, Максим Винярский, а также активисты Леонид Кулаков и Евгений Афнагель. Сразу после завершения акции их отпустили.

### 2019
Уже 11 октября 2018 года Председатель Партии БНФ Григорий Костусёв передал в Администрацию президента предложения по празднованию Дня Воли в 2019 году. Было выбрано несколько площадок: 16 января 2019 года в Мингорисполком была подана заявка на проведение 24 марта на стадионе «Динамо» массовых мероприятий. Чуть позже, 28 января была подана заявка на проведение мероприятия 25 марта у Национального академического Большого театра оперы и балета, как это произошло в 2018 году. Параллельно с Минском, в Гродненский горисполком была также подана заявка на проведение 23 марта «Свята Незалежнасці» в парке Жилибера.
1 марта 2019 года прошёл «Большой разговор с президентом», на котором Александр Лукашенко запретил проведение Дня Воли на стадионе «Динамо». Он предложил провести мероприятие на площади Бангалор, однако организаторы не согласились с этим, назвав это место неподходящим местом для национального праздника.
Что касается празднования на стадионе «Динамо» — этого не будет. Мэр города это слышит.
Зачем вы лезете на стадион «Динамо»? Вы знаете, это даже личное оскорбление. Вы знаете, сколько я вложил туда, в реконструкцию стадиона, собирая по крохам деньги, нажимая на предпринимателей, бюджет выделял — подготовились к Европейским играм. Всему миру продемонстрируем! А вы уже лезете на этот стадион «Динамо», если есть место для проведения подобных акций.Александр Лукашенко
Вскоре была найдена замена «Динамо»: организаторы подали новую заявку в Мингорисполком с проведением праздника у Дворца спорта или на площади Свободы. Чуть позже стало известно, что власти Минска не разрешили провести митинг возле Большого театра оперы и балета, на что организаторы ответили, что «своим запретом власти провоцируют несанкционированные мероприятия».
В Минске организаторам проведения Дня Воли сперва отказали во всех достойных площадках, однако иная ситуация была в Гродно: там власти разрешили провести праздник 23 марта в Коложском парке. В конце концов, 19 марта стало известно, что местом проведения Дня Воли в Минске, посвящённого 101-й годовщине образования БНР, пройдёт в Киевском сквере.
23 марта в Гродно состоялись праздничные мероприятия, посвящённые Дню Воли. Митинг и концерт были санкционированы городскими властями. Организаторами выступили местные активисты при поддержке единомышленников со всей Беларуси, культурной площадки «Арт Сядзіба» и Партии БНФ. Собравшиеся почтили минутой молчания память умерших в прошлом году известных белорусов: Алеся Липая — поэта, журналиста, основателя информационной компании БелаПАН, одного из главных спонсоров празднования 100-летия БНР; Михаила Анемподистова — дизайнера, поэта, исследователя белорусской культуры; Александра Куллинковича — музыканта, лидера рок-группы «Нейро Дюбель». Концерт завершился около 17:00 выступлением группы Dzieciuki. Затем на сцену поднялись организаторы. Соучредитель культурной площадки «Арт Сядзіба» Павел Белоус поблагодарил всех, кто пришёл в Коложский парк. Праздник собрал несколько тысяч человек.
24 марта празднования продолжились в столице Белорусской Народной Республики — городе Минске. Концерт начался, как и планировалось, в Киевском сквере в 13:00, с озвучивания активисткой Людмилой Волковой текста 3-й Уставной грамоты БНР. На сцене выступали известные белорусские музыкальные группы, выступали представители белорусских партий. На мероприятии проходили подписи за утверждение единого белорусского языка как государственного, принятия бело-красно-белого флага и герба «Погоня» как государственных символов Республики Беларусь, за выход мужчин на пенсию в 60 лет, а также за прекращение существования Союзного государства.
Беларусь сёння можа быць незалежнай краiнай. Мы павiнны разам аб’яднацца да таго, каб дамова аб Саюзнай дзяржаве была скасавана. I Палата прадстаўнiкоў можа быць тым дзяржаўным органам, якi прапануе рэферэндум аб скасаваннi дадзенай дамовы.Анна Канопацкая
Выступал на концерте и активист Павел Северинец. Он также негативно высказался о Союзном государстве, заострил внимание на Куропатах. Он также пригласил со сцены федерального канцлера Австрии Себастьяна Курца, который должен был посетить Минск на следующей неделе с официальным визитом.
Мы собрались в то время, когда Кремль готовится захватить Беларусь, когда Лукашенко торгует независимостью страны. К сожалению, и Кремль, и режим работают на то, чтобы разъединить нас, но в истории побеждает тот, кто выходит тесными рядами. Сейчас Беларуси необходимо объединение. Сейчас и Кремль, и режим вгоняют гвозди, один — в сердце Беларуси, в Куропаты. Мы должны отстоять их.Павел Северинец
В 18:35 концерт завершился. Организаторы зачитали резолюцию Дня Воли, в которой говорилось, что сегодня над страной нависла угроза потери независимости. В конце мероприятия все присутствующие люди спели «Магутны Божа». Всего мероприятие собрало около полторы тысячи человек. Массовых задержаний не наблюдалось, но всё же некоторых людей милиционеры увели с праздника.

### 2021
В 2021 году в День Воли белорусская оппозиция попыталась возобновить массовые протесты, начавшиеся после выборов в августе 2020 года и стихнувшие к февралю 2021 года. 20 февраля 2021 года Светлана Тихановская призвала своих сторонников возобновить уличные протесты — мобилизовать все ресурсы, чтобы 25 марта 2021 года в День Воли «на вторую волну протеста у режима не хватило ни сил, ни денег». 25 марта 2021 года противники Лукашенко должны были организовать в Беларуси множество протестных акций. При этом Тихановская призвала воздержаться от централизованных маршей, рассредоточив протест по Минску: в виде множества одновременных локальных гражданских акций.
Однако провести массовую акцию 25 марта 2021 года не удалось. 25 марта 2021 года в Минске прошли два шествия, но в основном протестные акции в белорусской столице в этом день были малочисленными (иногда в форме одиночных пикетов). При этом 25 марта 2021 года белорусские власти стянули в Минск специальные подразделения. Утром 25 марта 2021 года в Минске был задержан ряд оппозиционеров. Всего же за участие в протестах «Дня воли» 25 марта 2021 года власти задержали в Беларуси более 200 человек.
Небольшие акции протеста также состоялись в Молодечно, Светлогорске, Жабинке, Борисово, Кобрине, Гродно, Хатежино, Витебске, Могилёве, Вилейке, Дзержинске, Борисове, Гомеле, Крупках, Солигорске и в Барановичах.

### 2022
Накануне Дня Воли в разных городах Беларуси силовики приходили с обысками к активистам, задерживали и отправляли или в СИЗО, или на сутки. Тем не менее в Минске прошло несколько акций — в честь годовщины БНР и в солидарность с Украиной. Так, по улицам Минска прошла группа женщин с бело-красно-белыми лентами и зонтиками цветов украинского флага. Пенсионерка Нина Багинская — один из символов белорусских протестов — пришла с бело-красно-белым флагом в центр Минска, к Красному костелу. Также в белорусской столице было вывешено несколько украинских флагов, попадаются граффити «Нет войне!» и «Слава Украине!».

### 2023
До 25 марта по всей стране проходили массовые задержания, обыски и профилактические беседы. Как сообщает «Радыё Свабода», силовики не скрывали, что репрессии были связаны с приближающимся праздником.
Празднования проводились в различных городах за пределами Беларуси.

### 2024
В марте 2024 года День Воли снова отмечался белорусскими эмигрантами. 16 мая 2024 года Следственный комитет Республики Беларусь объявил, что против участников празднования 2024 года возбуждены уголовные дела по статьям уголовного кодекса о создании экстремистского формирования и участии в нем и о дискредитации Республики Беларусь. СК объявил, что располагает сведениями о 104 лицах, участвовавших в праздновании Дня Воли в различных городах зарубежья, а также анонсировал обыски, аресты имущества и специальное (заочное) производство в отношении подозреваемых.